# Мирољуб Стојановић (професор)
Мирољуб Стојановић (Држина код Пирота, 1941 — Ниш, 20. мај 2016) био је српски професор универзитета, есејиста, прозни писац и преводилац.

## Биографија
Основну школу и гимназију завршио је у Пироту, а Филозофски факултет (Група за историју књижевности народа СФРЈ) у Скопљу 1964, где је 1980. докторирао с тезом Књижевно дело Сталета Попова. Радио је као новинар у пиротском недељнику Слобода (1963—1968), као професор у Економској школи (1968—1970), био управник и уметнички директор позоришта у Пироту (1970—1975) и Нишу (1975 -1980), уредник научне литературе у Издавачкој кући Градина (1981—1983), директор Народних новина (1983—1990). Од фебруара 1990. до пензионисања (1. октобар 2006) ради као професор на Филозофском факултету у Нишу, на коме је предавао македонску књижевност и српску књижевност XX века, а од 2000. и упоредно проучавање јужнословенских књижевности.
Учествовао је на више међународних скупова у земљи и иностранству, држао предавања по позиву у више градова, на универзитетима у земљи и иностранству. Објавио је 19 књига и преко 300 огледа, студија и критика из српске и македонске књижевности и културе у домаћим и страним часописима и специјалистичким зборницима.
Члан је Удружења књижевника Србије, почасни члан Друштва писаца Македоније, вишегодишњи председник Културно-просветне заједнице, носилац Рациновог признања, почасни члан и добитник Повеље Славистичког друштва Србије, носилац Признања Великотрновског универзитета и Плакете Универзитета Кирил и Методиј у Скопљу, почасни професор Универзитета Кирил и Методиј у Скопљу.

## Књиге студија
- Книжевната оставнина на Стале Попов, Библиотека часописа Современост, кн. 69, Скопје, 1982,
- Књижевно дело Сталета Попова, монографија, Градина, Ниш, 1982,
- Заплањске баладе, студија, Библиотека Нишког зборника, књ.1, Градина, Ниш, 1983,
- У потрази за културним идентитетом, студија, Библиотека Нишког зборника, књ. 2, Градина, Ниш, 1985,
- Константин Петкович и Црна Гора I, монографија, Македонска книга, Скопје, 1987,
- Сведочења и предвиђања, студије и огледи из културе, Слобода, Пирот, 1987,
- Во едрата на книжевните немири, осврти и прикази, Студентски збор, Скопје, 1987,
- Гане Тодоровски. Поезија и поетика, студија, Македонска ревија, Скопје, 1987,
- Од мотива до метафоре, огледи и критике, Народне новине, Ниш, 1992,
- Сврљишки књижевни круг, монографија, Наша реч/Графосрем, Лесковац/Шид, 1993,
- Деобе и сеобе Ташка Георгиевског, монографија, Народне новине/ Просвета, Ниш, 1995,
- Одзиви, (Студије и критике из српске књижевности), Наша реч/Графосрем, Ниш/Шид, 1995,
- Делбите и преселбите на Ташко Георгиевски, монографија, Матица македонска, Скопје, 1988,
- Уобличавање прамаглине (Традицијско и савремено у поезији Блажета Конеског), монографија, Завод за уџбенике и наставна средства, Београд, 2001,
- Песник тражи песму (О поетичким питањима у стиховима македонских песника), студије из поетике, Заједница независних издавача Југославије, Београд, 2002,
- Писац ствара домовину (О самоосвешћењу македонске књижевности), студије, Ниш, 2004, *Људско лице историје у књижевности, Славистичко друштво Србије, Београд, 2007,
- Историјска условљеност српско-македонских књижевних веза, Учитељски факултет у Врању, Врање, 2008,

### Роман
- Родослов, Књижевне новине, Београд, 1991, (друго издање у библиотеци Поново ново, Просвета, Ниш, 1999)